# チルチク川

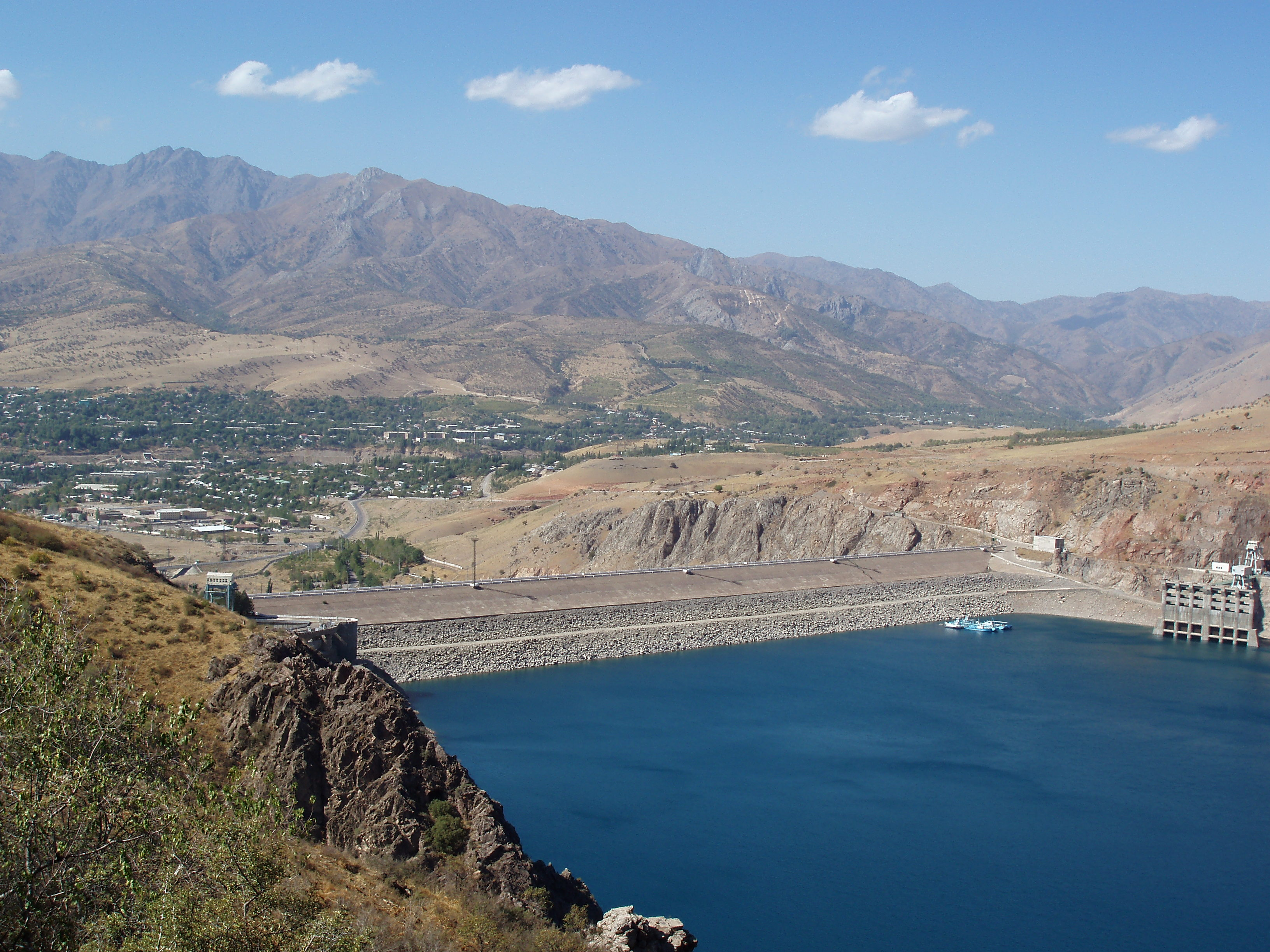
水力発電を行うチャルヴァク・ダム

チルチク川 (チルチクかわ、ウズベク語: Chirchiq, Чирчиқ, 英語: Chirciq River)はウズベキスタンの河川。長さは155kmで流域面積は14,900 km ²である。
チャトカル川とプスケム川との合流によりチルチク川は形成される。上流では約30km峡谷内を流れる。下流では谷幅は広がり、最後はシルダリヤ川へ注ぐ。
水力発電用のダムが幾つもある。